# 2024년 AFC U-17 여자 아시안컵
2024년 AFC U-17 여자 아시안컵은 2024년 5월 6일부터 5월 19일까지 인도네시아에서 열린 9번째 AFC U-17 여자 아시안컵이다.
아시아 축구 연맹(AFC)은 2020년 10월 2일에 2024년 대회부터 AFC U-19 여자 챔피언십이라는 대회 이름을 AFC U-17 여자 아시안컵으로 바꿔서 열기로 결정했다. 이에 따라 AFC U-17 여자 아시안컵이라는 이름으로 열린 첫 대회가 될 예정이다. 이 대회 상위 3위 이내의 성적을 기록한 팀들은 도미니카 공화국에서 열릴 예정인 2024년 FIFA U-17 여자 월드컵에서 아시아 대표로 참가할 자격을 획득한다.

## 예선
다음 4개국이 본선에 직행했다.
- 인도네시아 (개최국)
- 일본 (2019년 AFC U-19 여자 챔피언십 우승)
- 조선민주주의인민공화국 (2019년 AFC U-19 여자 챔피언십 준우승)
- 중화인민공화국 (2019년 AFC U-19 여자 챔피언십 3위)

다음 4개국이 예선을 통해 본선에 진출했다.
- 대한민국 (최종 예선 A조 1위)
- 태국 (최종 예선 A조 2위)
- 오스트레일리아 (최종 예선 B조 1위)
- 필리핀 (최종 예선 B조 2위)

## 시드 배정
2024년 AFC U-17 여자 아시안컵 본선 조 추첨은 2024년 3월 7일에 말레이시아 쿠알라룸푸르에 위치한 아시아 축구 연맹(AFC) 본부에서 진행되었다. 대회에 참가한 팀들은 2019년 AFC U-16 여자 챔피언십 본선과 예선 성적을 기준으로 하여 시드를 배정받았다. 개최국인 인도네시아는 자동으로 A1에 배정되었다.
| 1포트                          | 2포트                                       | 3포트                         | 4포트             |
| ------------------------------ | ------------------------------------------- | ----------------------------- | ----------------- |
| 1. 인도네시아 (개최국) 2. 일본 | 1. 조선민주주의인민공화국 2. 중화인민공화국 | 1. 오스트레일리아 2. 대한민국 | 1. 태국 2. 필리핀 |

## 조별 리그

### A조
| 팀                     | 경기 | 승 | 무 | 패 | 득 | 실 | 차  | 승점 |
| ---------------------- | ---- | -- | -- | -- | -- | -- | --- | ---- |
| 조선민주주의인민공화국 | 3    | 3  | 0  | 0  | 22 | 0  | +22 | 9    |
| 대한민국               | 3    | 1  | 1  | 1  | 13 | 8  | +5  | 4    |
| 필리핀                 | 3    | 1  | 1  | 1  | 7  | 8  | -1  | 4    |
| 인도네시아 (H)         | 3    | 0  | 0  | 3  | 1  | 27 | -26 | 0    |

### B조
| 팀             | 경기 | 승 | 무 | 패 | 득 | 실 | 차  | 승점 |
| -------------- | ---- | -- | -- | -- | -- | -- | --- | ---- |
| 일본           | 3    | 3  | 0  | 0  | 12 | 1  | +11 | 9    |
| 중화인민공화국 | 3    | 2  | 0  | 1  | 6  | 4  | +2  | 6    |
| 태국           | 3    | 1  | 0  | 2  | 3  | 8  | -5  | 3    |
| 오스트레일리아 | 3    | 0  | 0  | 3  | 2  | 10 | -8  | 0    |

## 2024년 FIFA U-17 여자 월드컵 참가 팀
다음 3개 팀은 도미니카 공화국에서 열릴 예정인 2024년 FIFA U-17 여자 월드컵 참가 자격을 획득했다.
- 조선민주주의인민공화국 (2024년 AFC U-17 여자 아시안컵 우승)
- 일본 (2024년 AFC U-17 여자 아시안컵 준우승)
- 대한민국 (2024년 AFC U-17 여자 아시안컵 3위)

## 같이 보기
- 2024년 AFC U-20 여자 아시안컵